# Coliseum Theatre
El Coliseum Theatre —conegut també com el London Coliseum— és a la St. Martin's Lane, a la Ciutat de Westminster. És el teatre més gran de Londres i un dels més ben equipats. S'inaugurà el 1904, concebut per l'arquitecte teatral Frank Matcham (el dissenyador del London Palladium), per a l'empresari Oswald Stoll. La seva ambició era de construir el més gran i excel·lent Palau d'entreteniment de la seva època.
Es va inaugurar el 24 de desembre de 1904 amb un programa de varietats. El 1911, el dramaturg W. S. Gilbert hi produí la seva última obra: The Hooligan.
Actualment és la seu de l'English National Opera, que s'ha caracteritzat pel risc en les programacions, en les quals ha mantingut sempre la política d'oferir les obres en anglès.